# Deiveson Figueiredo
Deiveson Alcántara Figueiredo (Soure, Brasil; 18 de diciembre de 1987) es un artista marcial mixto brasileño que actualmente compite en la categoría de peso gallo de Ultimate Fighting Championship (UFC), donde ha sido dos veces Campeón Mundial de Peso Mosca de UFC. Actualmente está en la posición #6 del ranking de peso gallo de UFC.

## Primeros años
Figueiredo nació en la pequeña ciudad de Soure, Pará, Brasil. Era un vaquero que trabajaba con su padre en una granja de animales hasta los trece años. Se mudó a Belem y comenzó a entrenar capoeira en la escuela donde se sumergió durante dos años. Comenzó a entrenar MMA después de conocer a Luri Marajo cuando tenía dieciséis años y nunca miró hacia atrás desde entonces.

## Carrera de artes marciales mixtas

### Ultimate Fighting Championship
Figueiredo hizo su debut el 3 de junio de 2017 en UFC 212, frente a Marco Beltrán. Ganó la pelea por nocaut técnico por detención de la esquina después de la segunda ronda.
Su próxima pelea fue el 28 de octubre de 2017 en UFC Fight Night: Brunson vs. Machida contra Jarred Brooks. Ganó la pelea por decisión dividida.
El 3 de febrero de 2018, Figueiredo se enfrentó a Joseph Morales en UFC Fight Night: Machida vs. Anders. Ganó la pelea por nocaut técnico en la segunda ronda.
Figueiredo enfrentó a John Moraga el 25 de agosto de 2018 en UFC Fight Night 135. Ganó la pelea por nocaut técnico a los 3:08 minutos de la segunda ronda.
Se esperaba que Figueiredo se enfrentara a Joseph Benavidez el 19 de enero de 2019 en UFC Fight Night 143. Sin embargo, la promoción cambió de planes y el combate nunca se llegó a dar ya que Figueiredo fue reprogramado para otro evento.
Figueiredo enfrentó a Jussier Formiga el 23 de marzo de 2019 en UFC Fight Night 148. Perdió la pelea por decisión unánime.
Figueiredo enfrentó a Alexandre Pantoja el 27 de julio de 2019 en UFC 240. Ganó la pelea por decisión unánime. Esta victoria le valió el premio a la Pelea de la Noche.
Figueiredo enfrentó a Tim Elliott el 12 de octubre de 2019 en UFC on ESPN+ 19. Ganó la pelea por sumisión en la primera ronda.
Figueiredo enfrentó a Joseph Benavidez por el Campeonato Vacante de Peso Mosca de UFC en UFC Fight Night 169, el 29 de febrero de 2020. En el pesaje, Figueiredo pesaba 127.5 libras, 2.5 libras por encima del límite mosca en peleas titulares. Como resultado, Figueiredo perdió el 30% de su pago a favor de Benavidez y no fue elegible para ganar el campeonato. Ganó la pelea por TKO en la segunda ronda. Al entrar en la pelea con Benavidez, Figueiredo tuvo que cortar 11 kilogramos. Según los informes, sufría dolores renales y estomacales cuando su equipo decidió dejar de bajar de peso.

#### Campeonato Mundial de Peso Mosca de UFC
Figueiredo tuvo una revancha con Joseph Benavidez por el Campeonato vacante de peso mosca de UFC en UFC Fight Night 172 el 19 de julio de 2020. Ganó la pelea por sumisión técnica en el primer asalto. Su victoria le valió el bono de Actuación de la Noche.

#### Segundo Reinado del Campeonato Mundial de Peso Mosca de UFC
Una trilogía con Moreno por el Campeonato de Peso Mosca de UFC fue programada para el 11 de diciembre de 2021 en UFC 269 inicialmente, pero la pelea fue traslada a UFC 270. Figueiredo entrenó con Henry Cejudo en Fight Ready para prepararse para la pelea. Luego de tirar a Moreno múltiples veces durante la pelea, Figueiredo ganó la pelea por decisión unánime, convirtiéndose en un dos veces campeón de peso mosca de UFC en el proceso. La pelea lo hizo ganador del prermio de Pelea de la Noche.
La cuadrilogía entre Figueiredo y Brandon Moreno se llevó a cabo el 21 de enero de 2023, en UFC 283. Perdió la pelea y el título por nocaut técnico antes del cuarto asalto, luego de que el médico parara la pelea debido a la hinchazón en el ojo de Figueiredo. Tras la pelea anunció su intención de subir a peso gallo.

#### Subida a Peso Gallo
Figueiredo enfrentó a Rob Font en una pelea de peso gallo el 2 de diciembre de 2023, en UFC on ESPN 52. Ganó la pelea por decisión unánime.
Figueiredo enfrentó al ex-Campeón Mundial de Peso Gallo de UFC Cody Garbrandt el 13 de abril de 2024, en UFC 300. Ganó la pelea por sumisión en el segundo asalto.
Figueiredo enfrentó al ex-retador titular Marlon Vera el 3 de agosto de 2024, en UFC on ABC 7. Ganó la pelea por decisión unánime.

## Campeonatos y logros
- Ultimate Fighting Championship
  - Campeonato Mundial de Peso Mosca de UFC (Dos veces)
    - Una defensa titular exitosa (primer reinado)
    - Una retención titular exitosa (primer reinado)
    - Regreso para una pelea titular más corta en la historia de UFC (21 días en 2020)[32]
    - Empatado (con Brandon Moreno y Alexandre Pantoja) por la segunda mayor cantidad de victorias titulares en la historia de la división de peso mosca de UFC (3)[33]

  - Pelea de la Noche (Tres veces) vs. Alexandre Pantoja y Brandon Moreno x2
  - Actuación de la Noche (Una vez) vs. Joseph Benavidez
  - Empatado (con Demetrious Johnson) por la mayor cantidad de finalizaciones en la historia de la división de peso mosca de UFC (7)[34]
  - Sumisión más rápida en la historia de la división de peso mosca de UFC (1:57) (vs. Alex Perez)
  - Mayor cantidad de knockdowns conectados en la historia de la división de peso mosca de UFC (11)[34]
  - Mayor cantidad de intentos de sumisión en la historia de la división de peso mosca de UFC (20)[34]
  - Cuarta mayor cantidad de victorias en la historia de la división de peso mosca de UFC (10)[34]
  - Empatado (con Tatsuro Taira) por la quinta racha de victorias más larga en la historia de la división de peso mosca de UFC (5)[34]
  - Peleador del Año 2020[35]
  - Espacio de tiempo más corto para una trilogía en la historia de UFC (406 días)[36]
  - Única trilogía en la historia de UFC en consistir en tres peleas consecutivas[36]

- MMAjunkie.com
  - Pelea del mes de julio de 2019

## Récord en artes marciales mixtas
| Récord profesional | Récord profesional | Récord profesional |
| 29 peleas          | 24 victorias       | 4 derrotas         |
| ------------------ | ------------------ | ------------------ |
| Nocaut             | 9                  | 1                  |
| Sumisión           | 9                  | 1                  |
| Decisión           | 6                  | 2                  |
| Empates            | 1                  | 1                  |

| Resultado | Récord | Oponente              | Método                              | Evento                                      | Fecha                   | Ronda | Tiempo | Localización         | Notas |
| --------- | ------ | --------------------- | ----------------------------------- | ------------------------------------------- | ----------------------- | ----- | ------ | -------------------- | --- |
| Derrota   | 24–5–1 | Cory Sandhagen        | TKO (parada médica)                 | UFC on ESPN: Sandhagen vs. Figueiredo       | 3 de mayo de 2025       | 2     | 4:08   | Iowa                 | Figueiredo sufrió una lesión en la rodilla y no pudo continuar la pelea.                                                        |
| Derrota   | 24–4–1 | Petr Yan              | Decisión (unánime)                  | UFC Fight Night: Yan vs. Figueiredo         | 23 de noviembre de 2024 | 5     | 5:00   | Macao                | |
| Victoria  | 24–3–1 | Marlon Vera           | Decisión (unánime)                  | UFC on ABC: Sandhagen vs. Nurmagomedov      | 3 de agosto de 2024     | 3     | 5:00   | Abu Dhabi            | |
| Victoria  | 23–3–1 | Cody Garbrandt        | Sumisión (rear-naked choke)         | UFC 300                                     | 13 de abril de 2024     | 2     | 4:01   | Las Vegas, Nevada    | |
| Victoria  | 22–3–1 | Rob Font              | Decisión (unánime)                  | UFC on ESPN: Dariush vs. Tsarukyan          | 2 de diciembre de 2023  | 3     | 5:00   | Austin, Texas        | Debut en peso gallo. |
| Derrota   | 21–3–1 | Brandon Moreno        | TKO (parada médica)                 | UFC 283                                     | 21 de enero de 2023     | 3     | 5:00   | Río de Janeiro       | Perdió el Campeonato de Peso Mosca de UFC.                                                                                      |
| Victoria  | 21–2–1 | Brandon Moreno        | Decisión (unánime)                  | UFC 270                                     | 22 de enero de 2022     | 5     | 5:00   | Anaheim, California  | Ganó el Campeonato de Peso Mosca de UFC. Pelea de la Noche..                                                                    |
| Derrota   | 20–2–1 | Brandon Moreno        | Sumisión (rear-naked choke)         | UFC 263                                     | 12 de junio de 2021     | 3     | 2:26   | Glendale, Arizona    | Perdió el Campeonato de Peso Mosca de UFC.                                                                                      |
| Empate    | 20–1–1 | Brandon Moreno        | Empate (mayoritario)                | UFC 256                                     | 12 de diciembre de 2020 | 5     | 5:00   | Las Vegas, Nevada    | Defendió el Campeonato de Peso Mosca de UFC; Pelea de la noche: A Figueiredo se le descontó un punto por patada a la zona baja. |
| Victoria  | 20–1   | Alex Perez            | Sumisión (guillotine choke)         | UFC 255                                     | 21 de noviembre de 2020 | 1     | 1:57   | Las Vegas, Nevada    | Defendió el Campeonato de Peso Mosca de UFC.                                                                                    |
| Victoria  | 19–1   | Joseph Benavidez      | Sumisión técnica (rear-naked choke) | UFC Fight Night: Figueiredo vs. Benavidez 2 | 18 de julio de 2020     | 1     | 4:48   | Abu Dabi             | Ganó el vacante Campeonato de Peso Mosca de UFC.                                                                                |
| Victoria  | 18–1   | Joseph Benavidez      | TKO (golpes)                        | UFC Fight Night: Benavidez vs. Figueiredo   | 29 de febrero de 2020   | 2     | 1:54   | Norfolk, Virginia    | Inicialmente por el vacante Campeonato de Peso Mosca de UFC. Figueiredo falló el peso y no fue elegible para ser campeón.       |
| Victoria  | 17–1   | Tim Elliott           | Sumisión (guillotine choke)         | UFC Fight Night: Joanna vs. Waterson        | 12 de octubre de 2019   | 1     | 3:08   | Tampa, Florida       | |
| Victoria  | 16–1   | Alexandre Pantoja     | Decisión (unánime)                  | UFC 240                                     | 27 de julio de 2019     | 3     | 5:00   | Edmonton, Alberta    | Pelea de la Noche. |
| Derrota   | 15–1   | Jussier Formiga       | Decisión (unánime)                  | UFC Fight Night: Thompson vs. Pettis        | 23 de marzo de 2019     | 3     | 5:00   | Nashville, Tennessee | |
| Victoria  | 15–0   | John Moraga           | TKO (codazos)                       | UFC Fight Night: Gaethje vs. Vick           | 25 de agosto de 2018    | 2     | 3:08   | Lincoln, Nebraska    | |
| Victoria  | 14–0   | Joseph Morales        | TKO (golpes)                        | UFC Fight Night: Machida vs. Anders         | 3 de febrero de 2018    | 2     | 4:34   | Belém                | |
| Victoria  | 13–0   | Jarred Brooks         | Decisión (dividida)                 | UFC Fight Night: Brunson vs. Machida        | 28 de octubre de 2017   | 3     | 5:00   | São Paulo            | |
| Victoria  | 12–0   | Marco Beltrán         | TKO (parada médica)                 | UFC 212                                     | 3 de junio de 2017      | 2     | 5:00   | Río de Janeiro       | |
| Victoria  | 11–0   | Ricardo do Socorro    | Sumisión (arm-triangle choke)       | Salvaterra Marajó Fight 5                   | 1 de diciembre de 2016  | 1     | 1:20   | Salvaterra           | |
| Victoria  | 10–0   | Denis Araujo Oliveira | KO (golpes)                         | Jungle Fight 90                             | 3 de septiembre de 2016 | 2     | 2:56   | São Paulo            | |
| Victoria  | 9–0    | Antônio de Miranda    | Sumisión (guillotine choke)         | Jungle Fight 87                             | 21 de mayo de 2016      | 1     | 2:55   | São Paulo            | |
| Victoria  | 8–0    | Rayner Silva          | TKO (golpes)                        | Jungle Fight 75                             | 18 de diciembre de 2014 | 2     | 3:20   | Belém                | |
| Victoria  | 7–0    | João Neto Silva       | TKO (golpes)                        | Coalizao Fight 4                            | 13 de noviembre de 2014 | 1     | 2:18   | Benevides            | |
| Victoria  | 6–0    | Joel Silva            | KO (golpes)                         | Coalizao Fight Night                        | 7 de agosto de 2014     | 1     | 3:30   | Belém                | |
| Victoria  | 5–0    | Edvaldo Junior        | Sumisión (guillotine choke)         | Jurunense Open Fight MMA 8                  | 3 de julio de 2014      | 1     | 4:55   | Belém                | |
| Victoria  | 4–0    | Adailton Pereira      | Decisión (unánime)                  | Lago da Pedra Fight                         | 1 de mayo de 2014       | 3     | 5:00   | Lago da Pedra        | |
| Victoria  | 3–0    | David Raimundo Silva  | Sumisión (guillotine choke)         | Jurunense Open Fight MMA 7                  | 20 de marzo de 2014     | 1     | 0:53   | Belém                | |
| Victoria  | 2–0    | Jonas Ferreira        | TKO (golpes)                        | Amazon Fight 18: Santa Izabel               | 11 de agosto de 2012    | 1     | 2:04   | Santa Isabel do Pará | |
| Victoria  | 1–0    | Aluisio Ferreira      | Sumisión (armbar)                   | Knock Out Combat Icoaraci 3                 | 17 de febrero de 2012   | 1     | 3:02   | Belém                | |